# Sân bay Masvingo
Sân bay Masvingo (IATA: MVZ, ICAO: FVMV) là một sân bay ở Masvingo, Zimbabwe.